# Skate or Die!
Skate or Die! es un videojuego de skateboarding lanzado por Electronics Arts en 1987 para Sinclair ZX Spectrum, Commodore 64, Atari ST, Apple IIGS, Amstrad CPC y PCs compatibles con IBM corriendo en MS-DOS. Tuvo un port para Nintendo Entertainment System (NES) por Konami, y publicado por Ultra Games. El port para Atari ST estuvo contraída por Codemasters, quién contrató a Kinetic Designs para hacer el trabajo.

## Jugabilidad
En el estilo de los videojuegos de la serie Games de Epyx, los jugadores pueden competir en cinco eventos diferentes de skateboarding, tanto individualmente o secuencialmente. Cuándo los eventos son desafiados secuencialmente, hasta ocho jugadores podrían inscribirse para participar.
El videojuego presentó dos eventos de rampa - rampa freestyle y salto alto, dos eventos cuesta abajo - una carrera cuesta abajo (en un encuadre de parque) y el downhill jam (en un encuadre de calle), y pool joust. El pool joust, downhill jam, y la carrera cuesta abajo (solo en el modo de dos jugadores) eran todos cabeza a cabeza, mientras los eventos de rampa eran de un solo jugador. Excepto el joust, el cual era una competición de derribo mano-a-mano (literalmente y figurativamente), todos los ganadores de los otros eventos estuvieron decididos por un sistema de puntaje.
Cuatro personajes estuvieron presentados en Skate or Die!: Rodney Recloose, un hombre salvaje con un peinado mohawk morado y un tatuaje del Cuerpo de Marines (y un parecido facial al comediante Rodney Dangerfield) quién es dueño de una tienda de skates en el videojuego, y su hijo Bionic Lester, un chico incluso más salvaje con un peinado flattop verde, a quién el personaje del jugador era capaz de enfrentar en el joust y el downhill jam. En el joust, Lester y sus dos compinches aguardan al jugador. Poseur Pete desafía a los principiantes y Aggro Eddie compite con los jugadores intermedios, dejando a Lester con los profesionales más avanzados.

## Desarrollo
El fundador de Electronics Arts, Trip Hawkins, buscaba una manera de capitalizar el éxito de los videojuegos deportivos de Epyx, pero en aquel momento, sólo siendo una compañía editorial/distribuidora, había poco que él  pudiera hacer. Decidió contratar programadores para hacer un videojuego que aprovechara este suceso. Justo alrededor del mismo tiempo, varios programadores y artistas gráficos de Epyx renunciaron ante la decisión de esa compañía sobre traer a Atari Corporation al mercado y fabricar su proyecto de consola (más tarde conocida como Atari Lynx). Trip Hawkins se enteró sobre estos programadores que dejaban Epyx y se aproximó a ellos para ofrecerse a contratarlos con el propósito de producir una serie videojuegos de deportes. La idea para un videojuego de estilo skateboarding provino del productor Don Traeger, quién se había inspirado en un videojuego arcade de skateboarding llamado 720° de Atari. Trip Hawkins también contrató a Rob Hubbard para venir desde Inglaterra para componer la música para la pantalla de título.

## Recepción
Yung Min Choi reseñó el videojuego para Computer Gaming World, y declaró que "Skate or Die es un juego disfrutable para adolescentes fervientes de los skates quiénes no pueden conseguir suficiente acción radical en el cemento o adultos "pasados-de-años" que no quieren arriesgar sus vidas y extremidades para experimentar la emoción simulada de este deporte de acción."
La versión de Skate or Die! para Commodore 64 fue también bien gustada por su música introductoria, una melodía pegadiza de sabor rock con muestras digitales que sacó ventaja plena de las capacidades del chip SID.[cita requerida] Compuesta por Rob Hubbard, se ha devenido en una tonada popular entre seguidores modernos de música SID y remixers de tales tonadas. Para la versión port para NES de Konami, Kouji Murata compuso una versión arreglada de aquella tonada para el chip de sonido  Ricoh 2A03 de NES.
El videojuego vendió más de 100,000 copias entre su fecha de estreno y el fin de la era NES.[cita requerida]
El videojuego estuvo reseñado en 1988 en la edición n°132 de la revista Dragon por Hartley, Patricia, y Kirk Lesser en la columna "The Role of Computers". Estos reseñantes le dieron al videojuego una calificación 2 de 5 estrellas.

## Reseñas
- Zzap! (enero, 1988)[2]
- Computer and Video Games (enero, 1988)[3]
- ACE (Advanced Computer Entertainment) (enero, 1988)[4]
- Player One (octubre, 1990)[5]
- Mean Machines (octubre, 1990)[6]
- The Games Machine (mayo, 1989)[7]
- Your Sinclair (mayo, 1989)[8]
- ASM (Aktueller Software Markt) (diciembre, 1987)[9]
- The One (febrero, 1989)[10]
- Amstar (diciembre, 1990)[11]
- Commodore User (diciembre, 1987)[12]
- Power Play (diciembre, 1987)[13]
- Joystick (Francia) (septiembre, 1990)[13]
- Power Play (noviembre, 1989)[13]
- ACE (Advanced Computer Entertainment) (marzo, 1989)[14]
- The Games Machine (noviembre, 1989)[15]
- VideoGame (marzo, 1991)[16]
- Crash! (mayo, 1989)[17]
- ASM (Aktueller Software Markt) (octubre, 1989)[18]

## Legado
En 2007, la versión de NES fue reeditada para el servicio de Consola Virtual de Nintendo en Europa (excluyendo Francia) y Australia. 
Una secuela invernal, Ski or Die, se estrenó en 1989 para Amiga, Atari ST, Commodore 64, PC y NES, y una secuela directa, Skate or Die 2 se estrenó en 1990 para NES. Ski or Die retuvo el formato de eventos múltiples, mientras que Skate or Die 2 se cambió al "territorio" de aventura. Ambos videojuegos presentaron a los personajes Rodney y Lester.
En 2002, Criterion Games, creadores de la serie Burnout, estaban trabajando en una remake o secuela de Skate or Die! para PlayStation 2 y Xbox. Aun así, debido a que Criterion Games tenía disputas con Electronic Arts, ese videojuego se canceló en 2003 en favor de Burnout 3: Takedown. Estuvo en desarrollo durante doce meses antes de ser cancelado.